# Campeonato Mundial de Halterofilismo de 2023 - Até 81 kg feminino
A categoria até 81 kg feminino foi um evento do Campeonato Mundial de Halterofilismo de 2023, disputado em Riade, na Arábia Saudita, nos dias 14 e 15 de setembro de 2023.

## Calendário
Horário local (UTC+3)
| Dia            | Horário | Fase    |
| -------------- | ------- | ------- |
| 14 de setembro | 21:30   | Grupo C |
| 15 de setembro | 11:30   | Grupo B |
| 15 de setembro | 16:30   | Grupo A |

## Medalhistas
| Evento    | Ouro                | Ouro   | Prata               | Prata  | Bronze                  | Bronze |
| --------- | ------------------- | ------ | ------------------- | ------ | ----------------------- | ------ |
| Arranque  | Wang Zhouyu (CHN)   | 122 kg | Liang Xiaomei (CHN) | 122 kg | Neisi Dajomes (ECU)     | 115 kg |
| Arremesso | Liang Xiaomei (CHN) | 159 kg | Wang Zhouyu (CHN)   | 155 kg | Eileen Cikamatana (AUS) | 146 kg |
| Total     | Liang Xiaomei (CHN) | 281 kg | Wang Zhouyu (CHN)   | 277 kg | Eileen Cikamatana (AUS) | 256 kg |

## Recordes
Antes desta competição, o recorde mundial da prova era o seguinte:
| Recorde         | Tipo      | Atleta         | Peso   | Local | Data                  |
| Recorde Mundial | Arranque  | Padrão mundial | 127 kg |       | 1 de novembro de 2018 |
| Recorde Mundial | Arremesso | Padrão mundial | 158 kg |       | 1 de novembro de 2018 |
| Recorde Mundial | Total     | Padrão mundial | 283 kg |       | 1 de novembro de 2018 |

Os seguintes novos recordes foram estabelecidos durante esta competição.
| Arremesso | 159 kg | Liang Xiaomei (CHN) | Recorde mundial |

## Resultado
Os resultados foram os seguintes.
| Pos.              | Atleta                             | Grupo | Arranque (kg) | Arranque (kg) | Arranque (kg) | Arranque (kg)     | Arremesso (kg) | Arremesso (kg) | Arremesso (kg) | Arremesso (kg)    | Total      |
| Pos.              | Atleta                             | Grupo | 1             | 2             | 3             | Resultado         | 1              | 2              | 3              | Resultado         | Total      |
| ----------------- | ---------------------------------- | ----- | ------------- | ------------- | ------------- | ----------------- | -------------- | -------------- | -------------- | ----------------- | ---------- |
| Medalha de ouro   | Liang Xiaomei (CHN)                | A     | 115           | 120           | 122           | Medalha de prata  | 150            | 156            | 159            | Medalha de ouro   | 281        |
| Medalha de prata  | Wang Zhouyu (CHN)                  | A     | 117           | 122           | 124           | Medalha de ouro   | 147            | 155            | —              | Medalha de prata  | 277        |
| Medalha de bronze | Eileen Cikamatana (AUS)            | A     | 110           | 110           | 115           | 5                 | 143            | 146            | 150            | Medalha de bronze | 256        |
| 4                 | Mattie Rogers (USA)                | A     | 110           | 112           | 115           | 4                 | 140            | 143            | 143            | 4                 | 252        |
| 5                 | Laura Amaro (BRA)                  | A     | 108           | 112           | 112           | 7                 | 133            | 138            | 140            | 5                 | 241        |
| 6                 | Weronika Zielińska-Stubińska (POL) | B     | 103           | 106           | 107           | 8                 | 130            | 134            | 134            | 6                 | 237        |
| 7                 | Elena Erighina (MDA)               | A     | 103           | 107           | 109           | 9                 | 128            | 128            | 131            | 10                | 235        |
| 8                 | Maya Laylor (CAN)                  | A     | 102           | 102           | 105           | 11                | 130            | 130            | 130            | 8                 | 232        |
| 9                 | Wakana Nagashima (JPN)             | B     | 100           | 100           | 105           | 14                | 130            | 136            | 136            | 7                 | 230        |
| 10                | Nikki Löwik (NED)                  | B     | 100           | 103           | 103           | 10                | 125            | 130            | 130            | 15                | 228        |
| 11                | Aremi Fuentes (MEX)                | B     | 99            | 99            | 99            | 18                | 122            | 127            | 130            | 13                | 226        |
| 12                | Katrina Feklistova (GBR)           | C     | 96            | 99            | 102           | 16                | 117            | 121            | 126            | 14                | 225        |
| 13                | Liana Gyurjyan (ARM)               | B     | 93            | 96            | 96            | 22                | 127            | 130            | 130            | 12                | 223        |
| 14                | Sara Yenigün (TUR)                 | B     | 95            | 100           | 100           | 23                | 125            | 128            | 128            | 9                 | 223        |
| 15                | Elham Hosseini (IRI)               | B     | 96            | 101           | 103           | 21                | 123            | 125            | 130            | 16                | 221        |
| 16                | Kim I-seul (KOR)                   | B     | 99            | 103           | 103           | 17                | 120            | 120            | 125            | 18                | 219        |
| 17                | Aisha Omarova (KAZ)                | C     | 90            | 93            | 96            | 20                | 115            | 120            | 125            | 17                | 216        |
| 18                | Ida Rönn (SWE)                     | B     | 95            | 95            | 95            | 24                | 120            | 120            | 120            | 19                | 215        |
| 19                | Darya Kheidzer (ANA)               | C     | 94            | 94            | 97            | 19                | 110            | 115            | 115            | 22                | 212        |
| 20                | Dayana Chirinos (VEN)              | C     | 75            | 85            | 90            | 29                | 110            | 120            | 127            | 11                | 212        |
| 21                | Jeanne Eyenga (CMR)                | C     | 88            | 88            | 92            | 28                | 116            | 119            | 125            | 20                | 207        |
| 22                | Eliise Peterson (EST)              | C     | 88            | 91            | 93            | 26                | 107            | 111            | —              | 23                | 198        |
| 23                | Fatemah Al-Buloushi (KUW)          | C     | 61            | 65            | 67            | 30                | 81             | 86             | 88             | 24                | 148        |
| 24                | Nujud Khormi (KSA)                 | C     | 60            | 65            | 66            | 31                | 80             | 85             | 86             | 25                | 146        |
| 25                | Fahd Naji Hanan (YEM)              | C     | 55            | 60            | 63            | 32                | 70             | 75             | 78             | 26                | 138        |
| —                 | Neisi Dajomes (ECU)                | A     | 115           | 118           | 120           | Medalha de bronze | —              | —              | —              | —                 | —          |
| —                 | Yudelina Mejía (DOM)               | A     | 105           | 105           | 110           | 6                 | 130            | 130            | 130            | —                 | —          |
| —                 | Siriyakorn Khaipandung (THA)       | B     | 93            | —             | —             | 25                | —              | —              | —              | —                 | —          |
| —                 | Mönkhjantsangiin Ankhtsetseg (MGL) | B     | 90            | —             | —             | 27                | —              | —              | —              | —                 | —          |
| —                 | Motoka Nakajima (JPN)              | B     | 100           | 100           | 100           | 15                | 125            | 125            | 136            | —                 | —          |
| —                 | Anamjan Rustamowa (TKM)            | B     | 101           | 104           | 104           | 12                | 125            | —              | —              | —                 | —          |
| —                 | Rosalie Dumas (CAN)                | B     | 101           | 106           | 107           | 13                | —              | —              | —              | —                 | —          |
| —                 | Hayley Whiting (NZL)               | C     | 94            | 94            | 94            | —                 | 114            | 114            | 115            | 21                | —          |
| —                 | Tamara Salazar (ECU)               | A     | —             | —             | —             | —                 | —              | —              | —              | —                 | —          |
| —                 | Ayamey Medina (CUB)                | C     | —             | —             | —             | —                 | —              | —              | —              | —                 | —          |
| —                 | Clémentine Meukeugni (WRT)         | C     | Não largou    | Não largou    | Não largou    | Não largou        | Não largou     | Não largou     | Não largou     | Não largou        | Não largou |
| —                 | Parisa Noorali (IRI)               | C     | Não largou    | Não largou    | Não largou    | Não largou        | Não largou     | Não largou     | Não largou     | Não largou        | Não largou |